# Eleccions al Parlament de Navarra de 1995
Les Eleccions al Parlament de Navarra de 1995 se celebraren el 28 de maig. Amb un cens de 437.797 electors, els votants foren 299.545 (68,42%) i 138.252 les abstencions (31,57%). Fou elegit president Javier Otano Cid (PSN-PSOE) com a cap de la llista més votada, mercè un acord amb CDN i EA. Tanmateix, el 1996 Otano hagué de dimitir per un afer de corrupció i després d'un petit interinatge de Juan Cruz Alli (CDN), es tornà a fer una nova coalició UPN-CDN i fou nomenat president Miguel Sanz Sesma (UPN).
- Els resultats foren:

| ← Eleccions al Parlament de Navarra, 1995 → |        |       |        |
| Partit                                      | Vots   | %     | Escons |
| UPN                                         | 93.163 | 31,34 | 17     |
| PSN-PSOE                                    | 62.021 | 20,86 | 11     |
| CDN                                         | 55.153 | 18,55 | 10     |
| IU-EBN                                      | 27.773 | 9,43  | 5      |
| Herri Batasuna                              | 27.404 | 9,43  | 5      |
| Eusko Alkartasuna                           | 13.568 | 4,56  | 2      |
| Batzarre                                    | 6.509  | 2,19  |        |
| Nafarroa Abertzaleak                        | 2.943  | 0,99  |        |
| PIE                                         | 2.041  | 0,68  |        |
| EKA                                         | 843    | 0,28  |        |

A part, es comptabilitzaren 5.761 (1,31%) vots en blanc.

## Diputats
- Javier Otano Cid (PSN-PSOE)
- Juan Cruz Alli Aranguren (CDN)
- Floren Aoiz Monreal (Herri Batasuna)